# Forteresse de Pillau
La forteresse de Pillau, également Fort Stiehle depuis 1888 (d'après Gustav von Stiehle), est construite en 1626 à Pillau. C'est un pentagone régulier, entouré de douves et de remparts. Cependant, les ouvrages extérieurs sont constamment exposés à l’ensablement. La forteresse comprend l'armurerie, les magasins et les arsenaux.

## Histoire

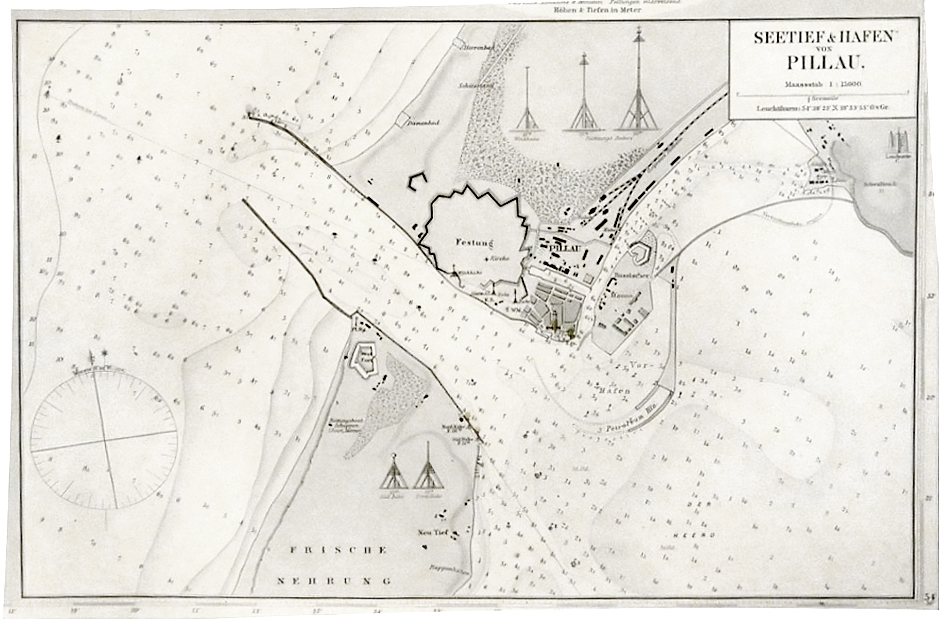
Forteresse de Pillau sur une carte marine de 1880

L'accès à la lagune de la Vistule change à plusieurs reprises dans le passé. Ainsi, au Moyen Âge, elle se trouve à Lochstedt, qui est protégée par le château de Lochstedt. Mais le détroit de Lochstedt commence à s'ensabler dès 1311, rendant impossible l'entrée de grands bateaux dans la lagune et donc plus loin vers Königsberg. En 1497, une marée de tempête donne naissance au détroit de Pillau, long de 550 mètres et large de 360 mètres. Ce nouveau passage à travers l'isthme de la Vistule entre la lagune de la Vistule et la mer Baltique est à nouveau praticable pour les cogues de la Hanse. Celui qui contrôle ce chenal contrôle le commerce, peut prélever des droits de douane ou couper Königsberg du commerce. Au cours de la guerre de Trente Ans, le roi suédois Gustave Adolphe débarque à Pillau le 6 juillet 1626 avec une flotte de 37 navires, qui est ensuite occupée par les Suédois pendant dix ans. Ils agrandissent les retranchements existants et construisent la forteresse de Pillau . Durant la période suédoise, le lieu s'agrandit et la première église en bois est construite. Le 20 novembre 1656, le Grand Électeur reçoit la forteresse des Suédois par le traité de Labiau et agrandit Pillau en base navale de Brandebourg. En conséquence, la population augmente à nouveau et des pilotes, des commerçants et d'anciens officiers s'installent dans la zone d'influence de la forteresse. En 1660 l'église en bois est remplacée par un édifice en pierre et reçoit un orgue.
Le roi Frédéric-Guillaume Ier accorde à Pillau le droit de ville le 18 janvier 1725 et agrandit la forteresse jusqu'à son état actuel. Pendant la guerre de Sept Ans, la ville et la forteresse sont sous occupation russe de 1758 à 1762. Lors de la guerre de la Quatrième Coalition, les troupes françaises assiègent en vain Pillau en 1807, de sorte que la forteresse est préservée pour la Prusse par la paix de Tilsit.
De 1791 à 1805, la forteresse est restaurée sous la direction de Paul von Gonzenbach (de), ce qui coûte 645 000 thalers.
En raison de l'alliance franco-prussienne contre la Russie, la forteresse doit accueillir un contingent de garnison française de 1200 hommes sous les ordres du général Castella à l'été 1812. Lorsque la Prusse-Orientale se soulève contre Napoléon au début de 1813, le commandant du contingent prussien, lorsque les troupes russes apparaissent devant Pillau, parvient à persuader l'équipage français de se retirer sans combat le 8 février 1813 et à empêcher les Russes de se retirer. de prendre la forteresse. Le 25 avril 1945, Pillau et sa forteresse sont la dernière ville de Prusse-Orientale à être conquise par l'Armée rouge (en raison de sa situation exposée).

### District de bureau de la forteresse de Pillau (1885-1903)
Le 2 juillet 1885, le nouveau district de domaine « Forteresse de Pillau » est créée à partir du district de bureau de "Forteresse de Pillau", qui appartenait auparavant au district de bureau d'Alt Pillau (de). Il ne se compose que de ce seul district de bureau et appartient à l'arrondissement de Fischhausen dans le district de Königsberg de la province prussienne de Prusse-Orientale. Depuis que le district de domaine de Pillau, Forteresse, est incorporé à la commune de Pillau le 30 mars 1903, le district de bureau « Forteresse de Pillau » n'existe plus.

## Liste des gouverneurs et commandants

### Gouverneurs
- 1636 Melchior von Dargitz, colonel
- 1636 Heinrich Groß genannt Pfersfeld, colonel
- 1641 Otto Wilhelm von Podewils (de), colonel
- 1657 Pierre de la Cave (de), général de division
- 1679 Baron Joachim Heinrich Truchsess von Waldburg (de), général de division et commandant
- 1684 Wolfgang Christoph Truchsess von Waldburg (de), général de division
- 1688 Johann Georg von Belling, général de division
- 1689 Wilhelm von Brandt, major général - plus tard gouverneur de Magdebourg (1692-1701) et de Custrin (1701)
- 1692 Alexander zu Dohna (de), maréchal général
- 1728 Comte Albrecht Konrad Finck von Finckenstein, maréchal général - également gouverneur de Memel
- 1736 Erhard Ernst von Röder, maréchal général - également gouverneur de Colberg et Memel
- 1743 Johann von Lehwaldt, maréchal général - également gouverneur de Königsberg et Memel
- 1768 Joachim Friedrich von Stutterheim, lieutenant général - également gouverneur de Königsberg et Memel
- 1786 Dubislav Friedrich von Platen, général de cavalerie - également gouverneur de Königsberg et Memel
- 1787 Comte Albrecht Dietrich Gottfried von und zum Egloffstein (de), lieutenant général - également gouverneur de Königsberg et Memel

### Commandants
- 1641 Otto von Prömock (Prembock)[7]
- 1678 Patrick Hamilton, lieutenant-colonel plus tard commandant de Memel
- 1679 Benedikt Steffens, lieutenant-colonel
- 1679 Baron Joachim Heinrich Truchsess von Waldburg, général de division, plus tard gouverneur
- 1684 Johann Christoph von Goetze (de), lieutenant-colonel, plus tard gouverneur de Custrin et Peitz
- 1685 Gottfried Eberhard von Eberschwein (de), lieutenant-colonel
- 1689 Bernd Christian von Schoenebeck (de), colonel, plus tard commandant de Colberg
- 1691 Martin von Dittmansdorf, colonel plus tard commandant de Colberg
- 1697 Georg Boguslav von Wobeser (de), lieutenant général
- 1722 Kaspar Dietlof von Winterfeld (de), colonel
- 1725 Peter von Seers (de), général de division
- 1727 Constantin von Billerbeck (de) (1673-1744), colonel
- 1742 Georg Werner von der Schulenburg (de), colonel
- 1744 Ernst Conrad von Brandiß, colonel
- 1756 Hennert von Wuthenow, lieutenant-colonel
- 1757-1763 Administration russe
- 1763 von Sydow (mort en 1770), colonel
- Libre en 1770, Frédéric II envisage d'abandonner la forteresse au profit de Gaudenz
- 1787 Viktor Amadeus Henckel von Donnersmarck, lieutenant général, plus tard commandant de Memel et gouverneur de Königsberg
- 1796 Johann Christoph Lenz, colonel
- 1806 Johann Friedrich von Herrmann (de), colonel, 1er commandant
- 1806 Gustav von Stärck, major, 2e commandant
- 1808 Ernst Christian Albert von Tresckow (de), colonel, est chargé de s'occuper des affaires
- 1815 Ludwig Ernst Christian von Kyckpusch (de), major
- 1815 Alexandre von Trabenfeldt, colonel
- 1827 Friedrich von Petersdorff (de), colonel, ancien commandant de Memel, plus tard de Thorn
- 1837 Karl Friedrich Leopold von Stuckrad, colonel/général de division